# Бичков Микола Гурійович
Микола Гурійович Бичков (нар. 28 грудня 1927 — ?) — український радянський діяч, новатор виробництва, майстер мартенівського цеху Сталінського (Донецького) металургійного заводу імені Сталіна Сталінської (Донецької) області. Кандидат у члени ЦК КПУ в 1960—1966 р.

## Біографія
У 1946 році закінчив Сталінське ремісниче училище № 2.
У 1946—1947 роках — підручний сталевара Сталінського металургійного заводу імені Сталіна Сталінської області.
З 1947 року — сталевар-швидкісник комсомольсько-молодіжної печі № 1, майстер мартенівського цеху Сталінського (Донецького) металургійного заводу імені Сталіна Сталінської (Донецької) області. У 1949 році йому було присвоєно звання «Кращий сталевар Сталінської області».
Член КПРС з 1953 року.
Потім — на пенсії у місті Донецьку.

## Нагороди
- орден Леніна (19.07.1958)
- ордени
- медалі